# Alchemilla jumrukczalica
Alchemilla jumrukczalica är en rosväxtart som beskrevs av Pawl.. Alchemilla jumrukczalica ingår i släktet daggkåpor, och familjen rosväxter. Inga underarter finns listade i Catalogue of Life.